# Platygaster satara
Platygaster satara är en stekelart som beskrevs av Mani 1975. Platygaster satara ingår i släktet Platygaster och familjen gallmyggesteklar. Inga underarter finns listade i Catalogue of Life.